# Percoll层析液

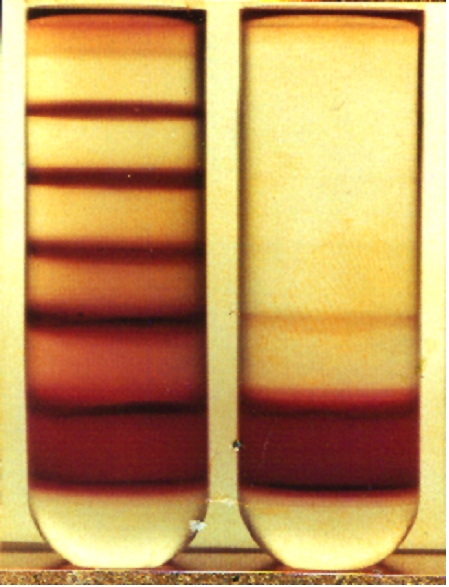
疟原虫感染的红血球因不连续的比重在Percoll层析液中分层。右图：正常红血球的Percoll层析液

Percoll层析液是生物化学中一种非常高效的层析方法，该方法由Pertoft研究并制定。结合离心技术，可用于离析细胞、细胞器或病毒等。Percoll层析液的主要成分为经过聚乙烯吡咯烷酮（PVP）处理的直径15-30纳米的二氧化硅胶体颗粒悬浊液（在水中的重量百分比浓度为23% w/w）。
因为Percoll层析液的粘度低于其他替代品，所以更加适合密度梯度类实验。与其他替代品相比，Percoll层析液具有相同的摩尔浓度，并且没有毒性，有助于细胞和其他成分。
Percoll商标由GE医疗注册并持有。

## 在辅助生殖上的应用
在辅助生殖技术（ART）中，借助梯度密度离心与Percoll层析液可以从精液中分离出精子，用于人工授精与辅助自然受精。在1996年，Pharmacia公司（后被GE医疗收购）发出信函，告知实验室，Percoll层析液仅能用于实验目的，不能在临床方面使用。Pharmacia公司没有将Percoll层析液作为一个精子制备产品。Percoll层析液被重新包装并且授权与第三方制造商制造并销售。美国食品药品管理局曾发出警告，有关聚乙烯吡咯烷酮可能会对精子造成伤害（原因不明），并且一些批次的Percoll层析液中发现高毒性的内毒素（原因不明）。 警告中还表明，使用Percoll层析液会导致病人其他相关细胞充血，并且内毒素会造成重度急性感染和发热。

## 引用来源
1. ↑  Rüssmann L, Jung A, Heidrich HG. . Z Parasitenkd. 1982, 66 (3): 273–280. PMID 6177116. doi:10.1007/BF00925344.